# نبوءة

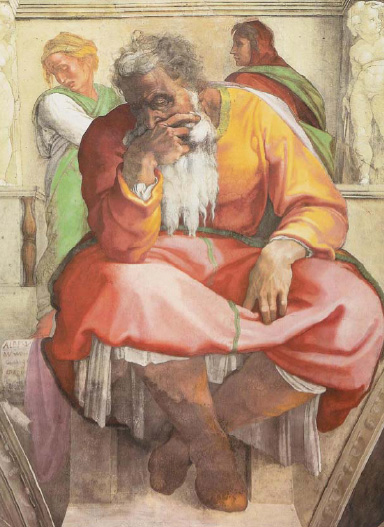

النبوءة هي الرسالة التي يحمّلها النبيّ لكي يقوم بنقلها وتبليغها للناس. عادة ما تكون الرسالة بإلهام إلهي (وحي)، تحليل منطقي، أو معرفة بالغيب.
إنّ مبدأ النبوّة يتواجد في مختلف الأديان في العالم. إنّ النبوّة، لحدّ ما، تعتبر عنصرا أساسيّا وركنا لايتجزّأ في معظم الأديان. وقد وجد المصطلح مكانا ومركزا عميقا في الديانتين الأكثر انتشارا في العالم، الإسلام والمسيحيّة، إضافة إلى ديانات أخرى.

## تعريف النبوة
يقول الدارس الرباني موسى بن ميمون أنّ «النبوة هي في الحقيقة تكليف الهي أرسله الله عبر وعي الإنسان المباشر إلى رسول إختاره، ليقوم فيما بعد بالتواصل معه عبر خياله واللاوعي لديه». هذه النظرية تطابق تعريف الفارابي الذي كان أوّل من ناقش مفهوم النبوّة في الإسلام. تعرّف الموسوعة الكاثوليكية النبوّة على أنّها «في معناها الدقيق، تعني المعرفة المسبقة بأنباء المستقبل، مع أنها قد تطبّق أحيانا على المعرفة بأنباء الماضي المنسيّة، التي لا يذكرها أحد أو مصدر، إضافة إلى إظهار الأمور المخفيّة والمخالفة لقوانين الطبيعة البشريّة».

## طبيعة النبوة
ورد في النصوص القديمة للتوراة أنّ النبوّة عبارة عن إنذار موجّه من الله إلى أمّة من الأمم أو زعماؤها بضرورة التزامهم بتعاليم التوراة المتواجدة في وقت النبي المرسل. كما كانت الرسل المنذرة تقوم بتبشير الذين يطيعون الله ويتبعون تعاليمه بالجنان.
كما كانت التعاليم الربانية تعتبر أنّ للنبوة درجات، من أعلاها التي تحلّى بها نبيّ الله موسى، إلى أقلّها التي يقوم أفرادها بأداء رغبة الله دون إدراكهم لكيفية معرفتهم بها وعدم قدرتهم على وصفها للناس، كما حصل لنبيّ الله نوح حسب مقولة اليهود.
تقوم نظرية موسى بن ميمون على قسمين: (1) الأوّل يقوم بتعريف النبوّة بمعناها العام (2) والثاني يقوم بتصنيف النبوّة إلى درجات، هي إثنا عشر، وهي بالترتيب من الأقل إلى الأرقى:
1. إلهام في العمل
2. إلهام في القول
3. أحلام حسية
4. أحلام سمعية
5. أحلام سمعية-بصرية بصوت بشري
6. أحلام سمعية-بصرية بصوت ملائكي
7. رؤيا اليقظة
8. نداء في اليقظة
9. رؤيا سمعية-بصرية في اليقظة بصوت بشري
10. رؤيا سمعية-بصرية في اليقظة بصوت ملائكي
11. رؤيا سمعية-بصرية في اليقظة بصوت الهي (وهي مرتبة نبي الله موسى)

## النبوة في الأديان

### الإسلام
في الإسلام، تعتبر النبوّة أحد أركان الدين لدى مختلف الطوائف بالإجماع. يتفق الشيعة والسنة على أنّ النبيّ معصوم من الخطإ والنسيان، لكنهم يختلفون فيما إذا كان النبيّ معصوم طوال حياته، فالشيعة يؤمنون بأنّ النبيّ معصوم من الخطإ والجهل والنسيان طوال حياته، من قبل تكليفه إلى ما بعد ذلك. أمّا السنّة، فيؤمنون بأنّ النبيّ معصوم خلال تبليغه بالرسالة فقط دون أن يشمل ذلك باقي حياته.
المسلمون يعترفون بمعظم الأنبياء في الديانات السماويّة الأخرى، فهم يؤمنون بشكل عامّ بوجود ما يقرب المئة وعشرون ألف رسول على مرّ التاريخ، بينهم أنبياء خمس يعرفون بأولي العزم، أي الذين أرسلوا إلى كافة الناس، وهم: نوح، إبراهيم الخليل، موسى كليم الله، عيسى روح الله، ومحمد. وقد ورد في القرآن ذكر خمس وعشرين رسولا.